# Spirit (sonda espacial)
Spirit (MER-A) foi um veículo de exploração espacial não tripulado, cuja missão era estudar o planeta Marte, permanecendo ativo de 2004 a 2010. Foi um dos veículos projetados pela NASA para o Programa Mars Exploration Rovers. Pousou com sucesso em Marte em 3 de janeiro de 2004, três semanas antes do outro veículo, Opportunity (MER-B). Seu nome foi escolhido em uma competição estudantil promovida pela NASA. O robô ficou preso durante o seu trajeto em 2009 e perdeu contato com o Centro de Controle da missão em 22 de março de 2010.
O robô atingiu o tempo planejado para a missão, mas continuou em atividade por mais de vinte vezes o tempo inicial, devido ao excelente condicionamento de seus sistemas. Além disso, o robô percorreu cerca de 7,7 km, ao invés do 1 km que era esperado no início da missão, permitindo uma investigação geológica mais extensa e completa que o previsto.
O Spirit continuou a realizar suas tarefas até 22 de março de 2010, quando a comunicação foi interrompida. O JPL tentou restabelecer a comunicação até 24 de maio de 2011, quando a NASA anunciou que os esforços para se comunicar com o rover sem resposta tinham terminado. A despedida formal foi planejada na sede da NASA após o feriado do Memorial Day e foi televisionada pela NASA TV.

## Cratera de Gusev

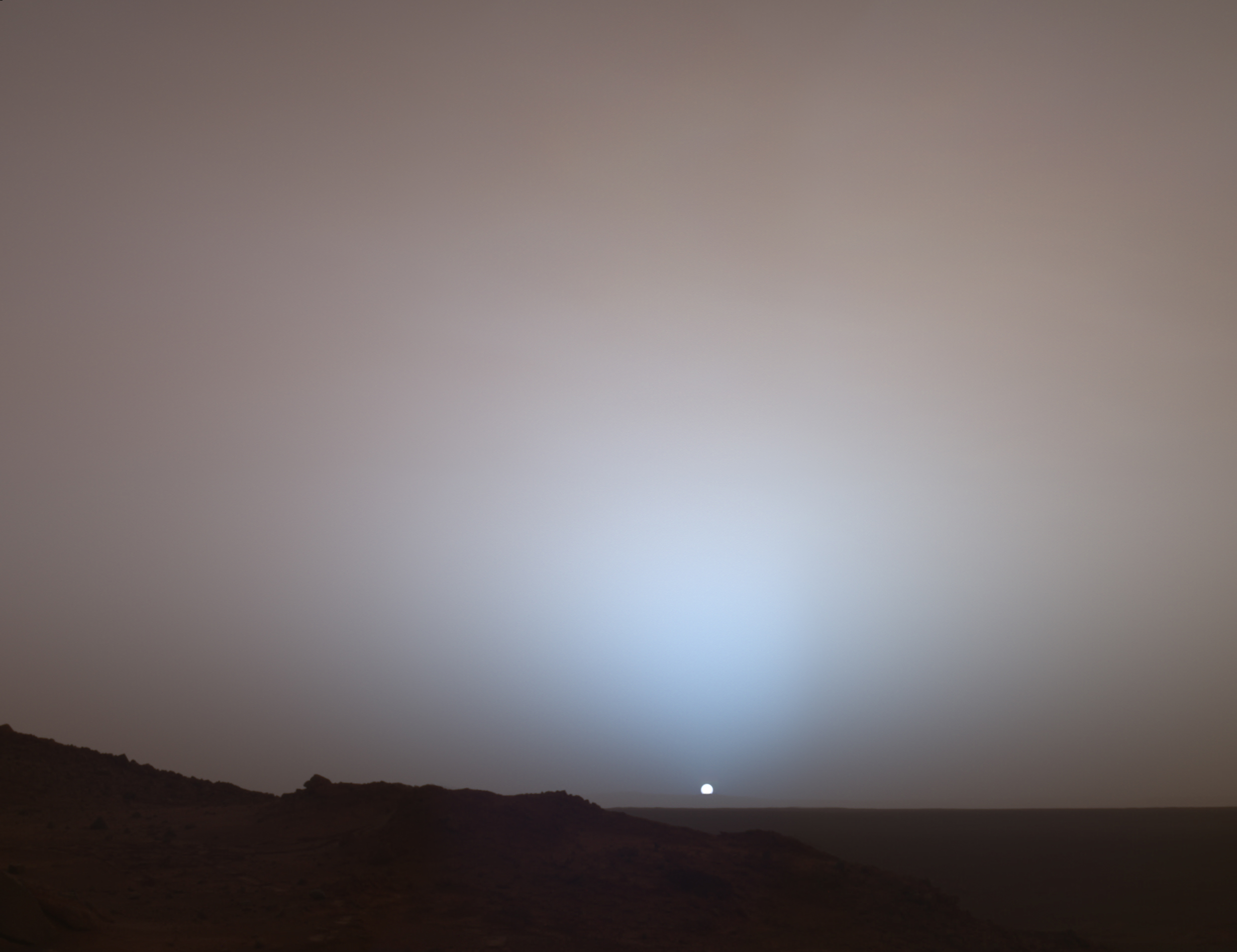
Fotografia do pôr-do-sol marciano tirada pela Spirit na cratera Gusev em 19 de maio de 2005.

A NASA procurava locais de pouso onde se poderia detectar a existência de água no passado remoto de Marte e se no sítio houve a preservação de alguma forma de vida antiga.
A NASA escolheu a Cratera de Gusev como o local de pouso do Spirit, baseado em dados obtidos por satélites anteriormente enviados a Marte, pois lá havia indícios que há muito tempo a cratera abrigava um grande lago. Constitui-se em um largo e profundo vale, aparentemente erodido por antigos fluxos de água que a percorriam. A cratera foi criada pelo impacto de um asteroide ou de um cometa nos primórdios de Marte.

## Sol
Cada dia de Marte, ou denominado de sol, dura 40 minutos a mais que um dia terrestre. Desta forma cada equipe que cuida de um veículo, tem que se adaptar a duração dos dias de Marte. Isso significa que cada dia devem acordar e ir dormir em horas diferentes. Para melhor administrar este problema, existem diversos cientistas que se revezam, conseguindo acompanhar a evolução dos veículos em Marte.

## Cronograma da missão Spirit

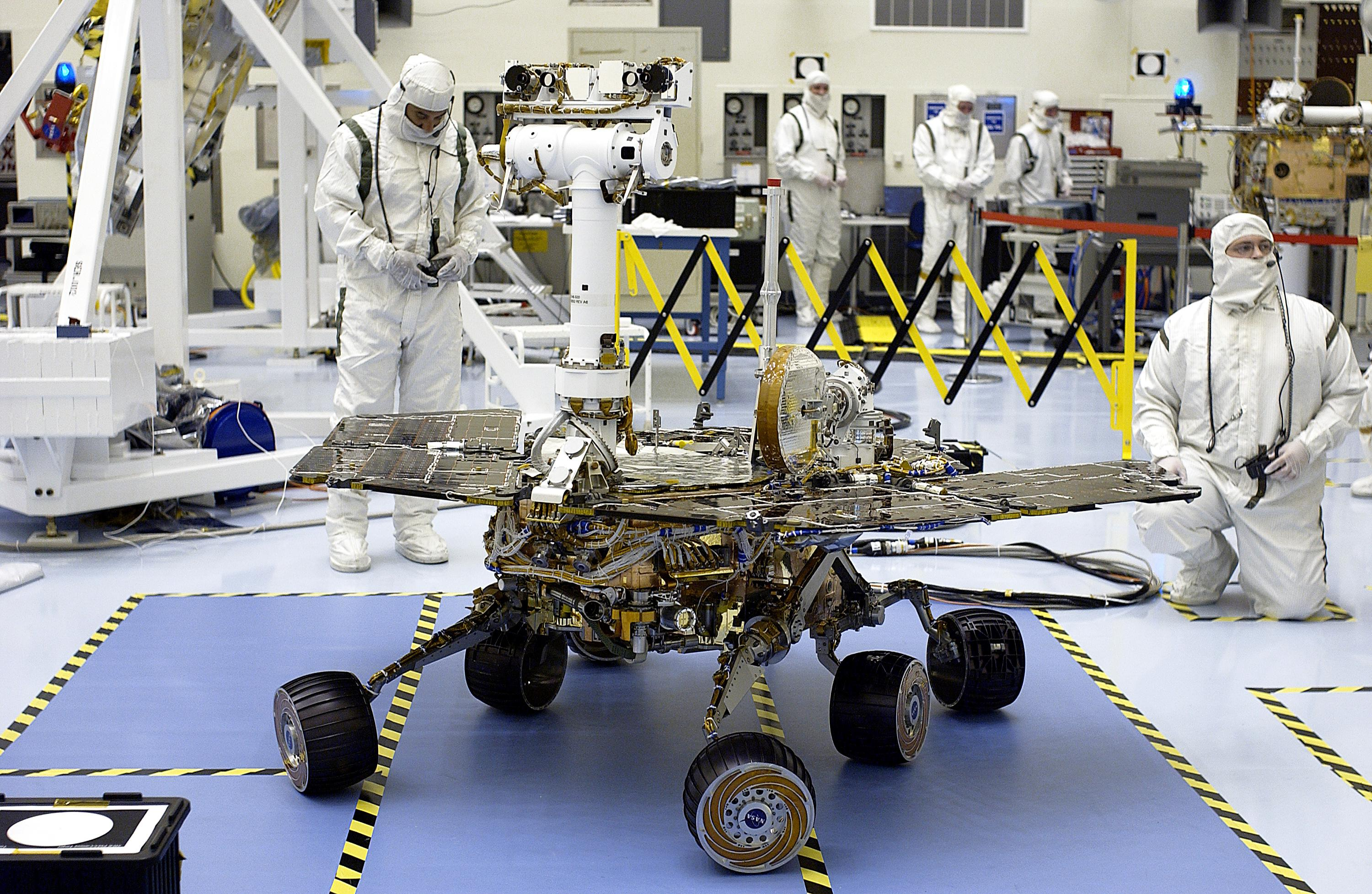
O Spirit com cientistas da NASA.

1) No dia 10 de junho de 2003, o robô geológico Spirit partiu da Terra a bordo de um foguete Delta II, da Estação da Força Aérea de Cabo Canaveral, no estado da Flórida, numa viagem de sete meses rumo a Marte. Foi o primeiro lançamento, dos dois programados, para levar veículos exploradores semiautônomos a Marte.
Após o lançamento, os controladores de voo do Laboratório de Jato Propulsão (JPL) da NASA em Pasadena, no estado da Califórnia, assumiram o controle da missão.
2) Em 12 de junho de 2003, com a separação do terceiro estágio do foguete Delta II, a rotação da nave era de 12,03 rotações por minuto. Agora retrofoguetes foram acionados e reduziram a sua rotação para 2 rotações por minuto. Desta forma a nave passou a monitorizar os céus a procura de estrelas, para balizar a sua trajetória.
3) Em 20 de junho de 2003, a velocidade da nave é acelerada para a velocidade de 32,22 km/s em relação ao Sol.
4) No dia 4 de janeiro de 2004 (4h35 UTC), após uma viagem de 487 milhões de quilômetros, o Spirit aterrissa dentro da gigantesca Cratera de Gusev. O veículo pousa dentro de uma área programada pela NASA, em forma de elipse de 62 km de comprimento por 3 km de largura.
Ainda no espaço, a nave se divide em duas partes. Uma estrutura em forma de cone, inicia o seu mergulho em direção a Marte. Sua velocidade diminui muito devido ao atrito com a atmosfera. Pouco antes de chegar ao solo, os paraquedas são abertos e retrofoguetes são acionados, para diminuir ainda mais a velocidade de queda.
Pouco depois o escudo térmico é liberado, com o aterrissador ainda preso ao paraquedas, inicia-se o enchimento dos airbags.
Inflados o aterrissador se desprende do paraquedas e se lança em direção ao solo de Marte.
Após a sua imobilização, os airbags desinflaram e se abriram como as pétalas de uma rosa. A posição da base módulo de pouso ficou quase paralela ao chão e devido a presença dos airbags em sua frente, a NASA optou em fazer rodar o Spirit em 90º e descer lateralmente de sua base, assim que o veículo completar os seus testes e se liberta de suas amarras.
Os sinais de rádio levaram aproximadamente 10 minutos para chegarem a Terra e enviaram as primeiras fotos das vizinhanças do local de pouso do Spirit.
A sonda pousa em um terreno ondulado, repleto de pequenas pedras, com diversos bancos de areias e rochas aflorando no solo arenoso da Cratera de Gusev.
5) No dia 13 de janeiro de 2004 a NASA, baseada em fotos obtidas da sonda orbital Odyssey (Mars Odyssey Orbiter), decide que o Spirit visitará uma grande cratera situado próximo ao local de pouso e depois se deslocará em direção a um grupo de colinas, um pouco mais distante. O veículo gera os esperados 900 watts-horas de energia por dia.
6) No dia 15 de janeiro de 2004, 11 dias após o pouso, o veículo após um lento processo de verificação, de desconexão de sua base, de liberação de suas seis rodas e de seu erguimento; o Spirit finalmente abandona a sua base de descida em Marte e inicia a caminhada pelo solo de Marte.
7) Do dia 21 de janeiro até o dia 23 de janeiro, houve problemas de comunicação com o veículo Spirit. Temia-se que problemas com o hardware pudesse prejudicar o andamento da missão e a situação foi considerada crítica. Posteriormente constatou-se que a memória flash do veículo havia sido corrompida, provavelmente durante sua viagem a Marte. Desta forma a memória foi toda reformatada e as comunicações com o veículo ficaram normalizadas.
Flash é um tipo de memória regravável, usando em muitos equipamentos eletrônicos como câmeras fotográficas digitais, que mantém a informação mesmo depois de desligadas.

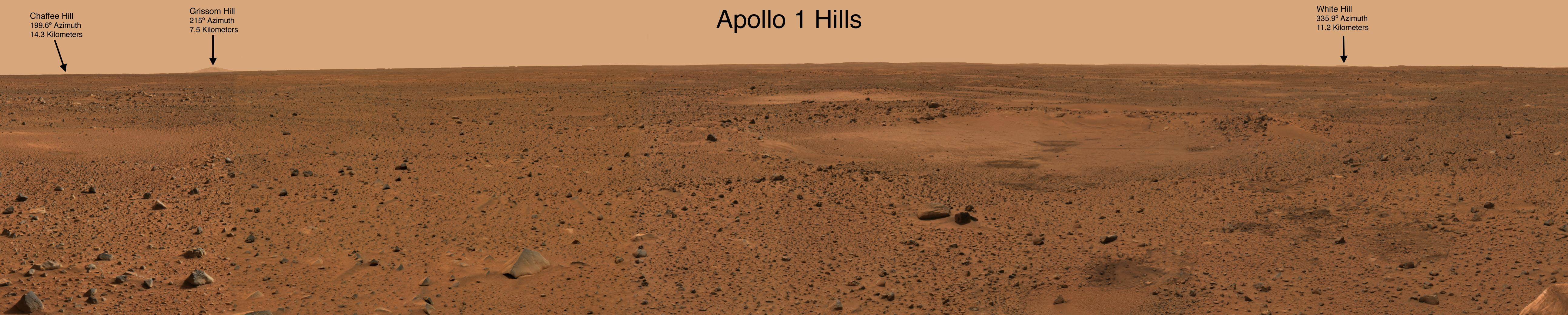
Panorama das Colinas Apollo 1 a partir do local de pouso do Spirit

8) Em 27 de janeiro, a NASA baseado em fotos coloridas das vizinhanças do local de pouso do Spirit, nomeia três colinas com os nomes dos tripulantes da missão Apollo 1, que morreram em um incêndio, quando estavam dentro da cápsula, em testes de pré-lançamento.
9) Em 29 de janeiro, o veículo Spirit retorna lentamente com suas pesquisas, a medida que a equipe de Terra se certifica que os problemas do veículo eram apenas corrupção dos dados da memória flash. Em 1 de fevereiro, a NASA finalmente dá o sinal verde ao Spirit para continuar suas pesquisas.

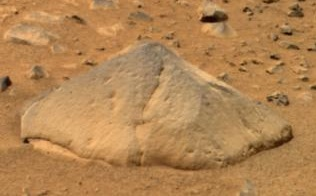
Imagem da rocha marciana Adirondack

10) A primeira rocha que o Spirit analisou foi denominada de Adirondack. Ela era do tamanho de uma bola de futebol. Em 6 de fevereiro, o Spirit com o auxílio da ferramenta de abrasão (RAT), efetuou a primeira abrasão em uma rocha de Marte, limando uma área de 45.5 milímetros de diâmetro.

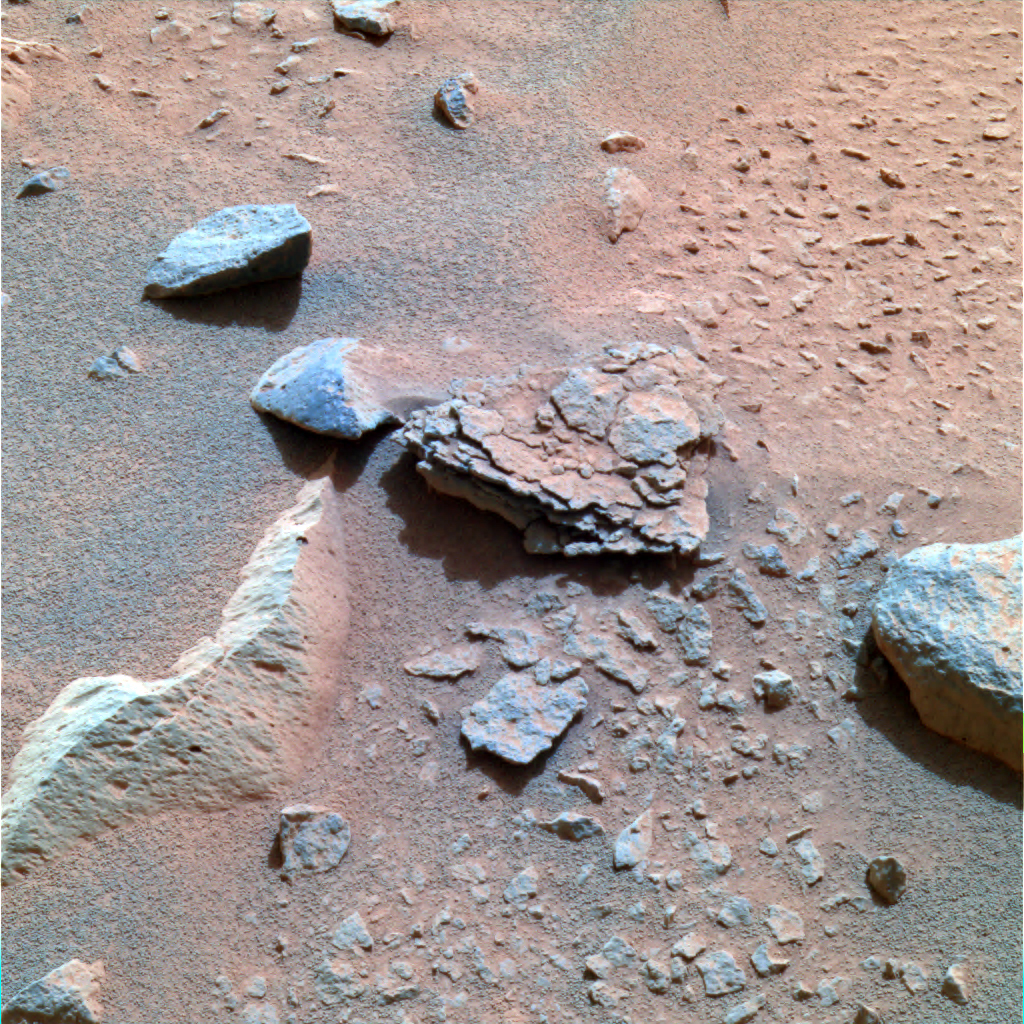
Imagem em falsa cor de Mimi

11) Imagens coloridas tiradas pela câmera panorâmica do Mars Exploration Rover Spirit no dia 13 de fevereiro é centrado em uma rocha extraordinariamente esquisita chamada Mimi. Ela é apenas um dos muitos recursos na área conhecida como Pedra do Conselho, mas parece muito diferente de qualquer rocha que os cientistas viram no local da cratera Gusev até agora. A aparência escamosa de Mimi leva os cientistas a uma série de hipóteses. Mimi poderia ter sido submetida a pressões, quer através do sepultamento ou impacto, ou pode ter sido uma duna que foi cimentada em camadas, um processo que às vezes envolve a ação da água.
12) Em 11 de março o Spirit atinge a borda de uma grande cratera chamada Bonneville com cerca de 200 metros e um piso com aproximadamente 10 metros abaixo da superfície. A JPL decidiu que seria um risco enviar o rover para dentro da cratera, já que não avistaram alvos de interesse. Dirigiram então o Spirit ao longo da borda sul e continuaram a sudoeste em direção à Columbia Hills (Montes Columbia).
13) Após passar ao largo da crateras  Missoula, não considerada alvo prioritário por apresentar rochas antigas em seu interior, e Lahontan, onde dunas de areia solta próximas apresentaram um risco desconhecido para a capacidade de tração das rodas do rover, o Spirit chega em junho de 2004 (Sol 159) ao primeiro de muitos alvos na base das Colinas Columbia chamado West Spur. Exames realizados na Cavidade de Hank em uma rocha denominada "Pot of Gold", em 25 de junho detectaram a presença hematita, sugerindo um passado aquoso de Marte.
Ainda nas Colinas Columbia foi examinada, em 5 de agosto de 2004, uma rocha denominada Clovis localizada no afloramento rochoso denominado Longhorn na Colina Husband. Este afloramento chamou a atenção dos cientistas pelo fato de ter uma aparência arredondada, sem os habituais cantos e linhas retas das demais rochas basálticas e vulcânicas que cobrem o piso da Cratera de Gusev.
14) Em 12 de março de 2005 membros da missão de monitoramento do robô Spirit relataram o registro da passagem de redemoinhos de poeira, anteriormente havia apenas registros fotográficos obtidos pela sonda Pathfinder.

Vídeo de um redemoinho de poeira em Marte, fotografado pelo Spirit. O contador no canto inferior esquerdo indica o tempo em segundos após a primeira foto ser tirada na seqüência. No frame final, pode-se ver que o redemoinho deixou um rastro na superfície marciana. Outros três redemoinhos também aparecem em segundo plano.

Em janeiro de 2009 a NASA celebrou o 5º aniversário da missão, que tinha prazo de duração de apenas três meses. Ao longo deste período foram enviadas pelos robôs mais de 250 000 imagens do planeta.
Em Abril de 2009 o Spirit ficou preso numa armadilha de areias moles batizada de Troy (Tróia). Todos os esforços para o desatolar, através do sistema de controlo remoto, fracassaram. A última tentativa, a 26 de dezembro de 2009, acabou mesmo por afundá-lo mais nas areias moles.
Em 22 de março de 2010 as comunicações com o veículo foram interrompidas. O contato não foi recuperado e em 25 de maio de 2011 a missão foi encerrada. Apesar dos problemas enfrentados, foi uma das missões mais bem sucedidas da NASA. A Spirit percorreu 7,73 km no total, mais de 12 vezes a distância que havia sido planejada, pesquisou mais de cem rochas através do seu espectrômetro e microscópio e enviou à Terra mais de 124 mil imagens.